# 松井祐貴
松井 祐貴（まつい ゆうき、1986年12月16日 - ）は、日本のソロギタリスト。アコースティック・ギターを演奏する。
神奈川県横浜市出身。ソロギタリストとしてツアーなど、国内外でライブ活動を中心に活躍中。身長172cm。血液型O型。

## 所有ギター
- SCHENK GUITARS
  - FE Grand Fingerstyle
  - FE Grand Fingerstyle
- SWITCH GUITAR
  - SCGA-2HC Matsui Yuki
- Taylor
  - 414CE
- Gibson
  - L-00
  - LG-1
  - LG-2 3/4
- Yokoyama guitars
  - AR-GC YM Custom
  - AR-SAM YM Custom
  - NN-SM YM Custom
- TACOMA
  - Papoose P1
- Furch
  - Little Jane
- Martin
  - D28
- Aria
  - ADW-200
- Guild
  - G-37-Bld
- YAMAHA
  - LL-6JS
  - A3M
- ギグパッカー
  - GPF-l
- Rainsong
  - S-WS1000N2
- K.Yairi
  - Nocturne CTM #61423

## 演奏スタイル
オープン・チューニングや独自に開発したスラップ&ストロークなどを駆使したスタイル。
ピックなどは使わず、ジェルネイルで補強した爪のみで演奏する。

## 略歴
14才よりギターを始め、独学でソロ・ギターの特殊奏法を習得。ギターをパーカッションのように叩き、リズムを繰り出しながら同時にコードとメロディを奏でるそのスタイルは動画投稿サイトで話題となった。
2011年デビューアルバム「FRIEND」をリリースし、オープン・チューニングを駆使した独特なカヴァー曲アレンジなどによって世界で視聴され、現在YOUTUBEの総動画再生数は3,600万回（2021年4月）。
ソロギタリストとして全国でのライブ活動を中心に、楽譜制作、ギター講師など多岐に活躍しており、雑誌「Acoustic Guitar Book Presents Solo Guitar Special」では、アコギ・シーンを牽引する若手ソロギタリスト４人の１人として紹介された。その中でも、特殊奏法を巧みに取り入れた表現力の高さを称され、松井自身が開発し得意とする、スラップでボディを叩き、パーカッシヴに音を出しながらストロークする"スラップ&ストローク奏法"の修得術を紹介している。
2013年より毎年、地元横浜の関内ホールでソロライブを行っており、近年では中国、韓国、台湾、香港、ベトナム、アメリカでのソロライブを開催している。
- 中学2年の夏から独学でギターを始めた。(2000年)[1]
- 中学から高校1年まで『ゆず』をコピーし続ける。[1]
- 高校1年から『山崎まさよし』のコピーを始めた。(2002年)[1]
- 高校3年で『押尾コータロー』の特殊奏法に衝撃を受け、それからギターインストを中心に活動を始める。(2004年)[1]
- 2008年より活動を本格化していった。[1]
- 大学を卒業後、音楽専門学校に進学するも、1年で学校が突然閉鎖。[1]
- 進路を見失いかけていた矢先、動画投稿サイト『Youtube』に投稿していた演奏動画が突如話題になり、絶賛を浴びる。(2010年)[1]
- 2010年11月13日、渋谷アンコールでの初ワンマンライブを成功させる。[1]
- 2011年 - ABSOLUTE RECORDSから1st Album『FRIEND』によりインディーズデビュー。[3]
- 2013年 - 関内ホールにて初のホールでのソロライブを成功させる。[3]